# Lajoumard
Lajoumard est un village qui, selon ses habitants, serait l'un des plus anciens villages du Limousin. Situé entre Saint-Léonard-de-Noblat et Le Châtenet-en-Dognon (Haute-Vienne, 87), il compte une bonne dizaine de maisons, dont la plupart conservent les vieilles pierres d'époque. Les deux rues qui composent ce bourg sont très étroites et les habitations s'enchevêtrent comme dans les villages méditerranéens. Un grand nombre de chemins permettent de rejoindre ce village qui est situé sur les chemins de Saint-Jacques-de-Compostelle.
À noter, l'ancienne école située à l'entrée du village convertie en maison d'habitation ainsi que la pêcherie et sa source réhabilitée dans les années 1990. Entouré de collines cultivées et de forêts, Lajoumard est intégré dans la nature, notamment grâce aux pruniers de Saint Léonard (ou murcadiers), pommiers et poiriers qui composent les jardins de ses habitations.